# Greatest Remix Hits 1
Greatest Remix Hits 1 er et remixalbum af den australske sangerinde Kylie Minogue. Oprindeligt udgivet udelukkende i Japan i 1993, blev albummet genudgivet af Mushroom Records i 1997 i Australien. Albummet indeholdt sjældne og hidtil utilgængelige remixer af sange fra Minogues studiealbums fra 1987 til 1992.

## Sporliste
CD 1
1. "I Should Be So Lucky" (The Bicentennial Remix) – 6:12
2. "Got to Be Certain" (Ashes to Ashes – The Extra Beat Boys remix) – 6:51
3. "The Loco-Motion" (The Sankie Remix) – 6:54
4. "Je Ne Sais Pas Pourquoi" (Moi Non Plus Mix) – 5:53
5. "Made in Heaven" – 3:29
6. "All I Wanna Do" – 6:02
7. "It's No Secret" (Extended) – 5:33
8. "Hand on Your Heart" (Dub) – 5:32
9. "Just Wanna Love You" – 3:33
10. "Never Too Late" (Extended) – 6:10
11. "We Know the Meaning of Love" – 5:53

CD 2
1. "Step Back in Time" (Walkin' Rhythm Mix) – 7:59
2. "What Do I Have to Do?" (Remix) – 7:06
3. "Shocked" (DNA Mix) – 6:14
4. "Word Is Out" – 5:51
5. "Keep on Pumpin' It Up" (Astral Flight Mix) – 6:53
6. "If You Were with Me Now" – 5:10
7. "Do You Dare" (New Rave Mix) – 6:39
8. "Finer Feelings" (Brothers in Rhythm 7" Mix) – 3:45
9. "Closer" (Edit) – 3:58
10. "What Kind of Fool (Heard All That Before)" (Tech No Logical Mix) – 6:53
11. "Celebration" (Have a Party Mix) – 7:02